# Cadia pubescens
Cadia pubescens är en ärtväxtart som beskrevs av John Gilbert Baker. Cadia pubescens ingår i släktet Cadia och familjen ärtväxter. Inga underarter finns listade i Catalogue of Life.